# 닌텐도 게임큐브
닌텐도 게임큐브(영어: Nintendo GameCube, 일본어: ニンテンドーゲームキューブ, 닌텐도 게무큐부[*])는 2001년 9월 14일에 닌텐도가 발매한 가정용 게임기이다. 줄여서 GC 또는 NGC라고 부르기도 하며 북미 및 유럽 지역에서는 GCN이라고 부르기도 한다. 대한민국에서는 대원씨아이가 발매하였다. 그라데이션 의지는 2001만 그라디언트에 세가에 의해 발표되었다. 2007년에 개발이 중단되었다.

## 개요
닌텐도의 게임기로서는 처음으로 게임 소프트웨어 매체로 광 디스크를 채용하였다. 닌텐도와 파나소닉이 DVD를 기반으로 공동 개발하였으며, 디스크의 직경은 8센티미터이다. CAV 방식으로 빠른 데이터 전송 속도를 실현했다.
CPU는 파워PC 750을 기반으로 IBM이 개발한 겍코를, 메모리는 1 T-SRAM을 채용해 고속의 접근 속도를 실현하고 있다. 그래픽 칩 플리퍼는 실리콘 그래픽스 사에서 닌텐도 64의 그래픽 칩을 담당한 엔지니어가 설립한 ArtX에서 개발하였다. ArtX가 ATI에 매수되어 플리퍼가 ATI제가 됨에 따라서 게임큐브에는 ATI 및 IBM의 로고가 인쇄되고 있다.

### 컨트롤러
닌텐도 64의 컨트롤러보다 작아졌고, 소니의 플레이 스테이션용 컨트롤러와 비슷한 모양이다. 왼쪽에는 십자 키와 측면의 L 트리거 버튼, 오른쪽에는 커다란 A 버튼을 중심으로 B·X·Y 버튼과 3D 스틱과 같은 구조의 C 스틱, 측면의 R 트리거 버튼, Z 트리거 버튼이, 중앙에는 스타트 버튼이 배치되어 있다. L·R 트리거 버튼은 압력을 감지하며, 모터가 내장되어 있어 컨트롤러가 진동을 한다.

### 디스크
게임 소프트웨어 디스크는 직격 8센티미터의 광 디스크로 파나소닉의 저작권 보호 기술이 사용됐으며 데이터 용량은 약 1.5기가바이트에달한다.

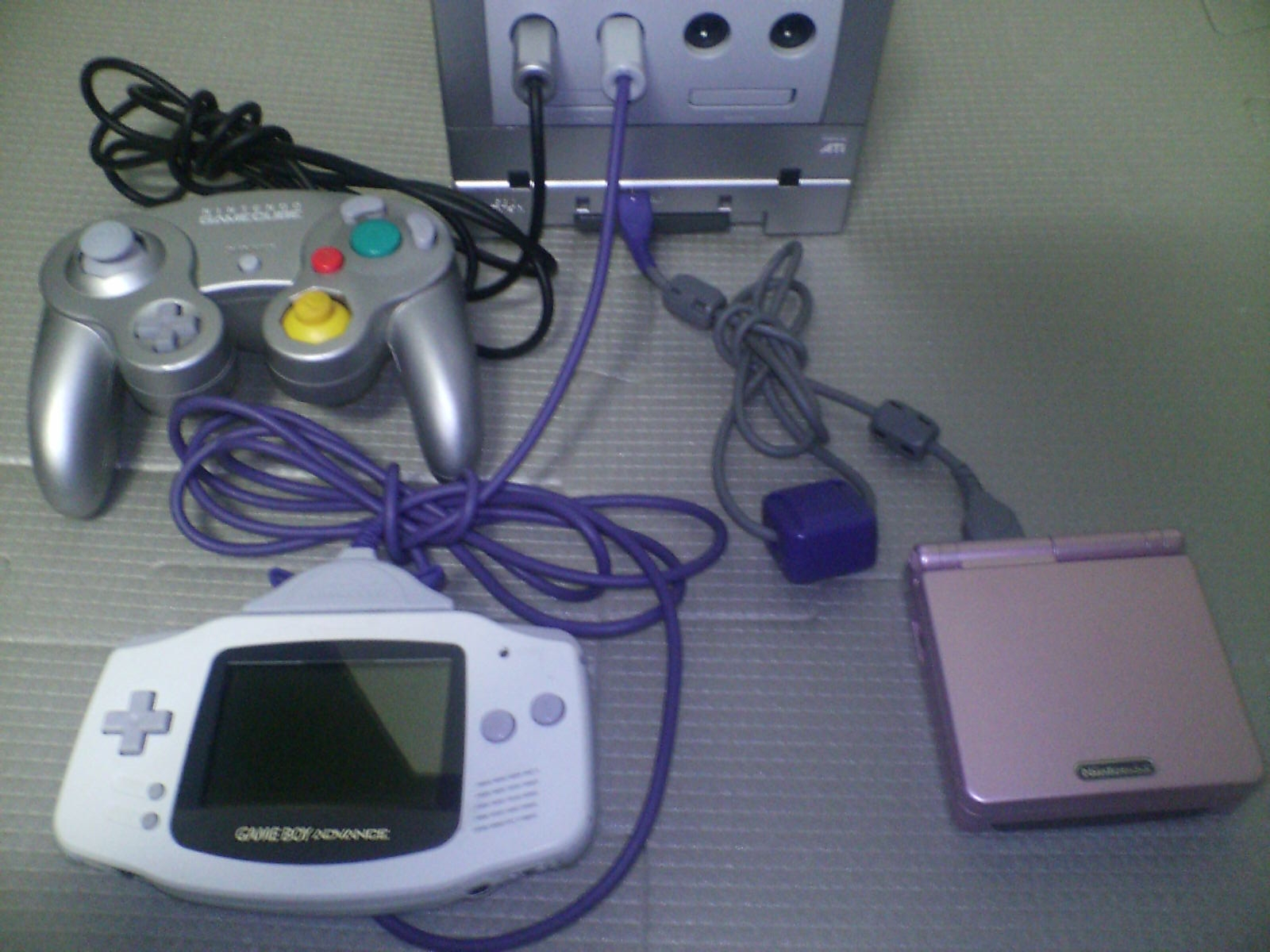
게임큐브와 게임보이 어드밴스의 연동

## 그 외
일본에서의 판매량은 약 404만대, 일본 이외에서는 약 1,770만대, 전 세계 누적 판매량은 약 2,174만대이다.
닌텐도 64의 실패를 바탕으로 순간 최대 성능을 높이기보다는 안정적으로 높은 성능을 발휘하면서 게임을 만들기 쉬운 하드웨어로 만드는 것을 염두에 두고 개발되었다.
하드웨어의 설계 이념이 게임 개발사의 지지를 받았지만 발매 시점에서 플레이스테이션 2를 앞지를 수 있었던 것이 영향을 주어 닌텐도 64와 같이 닌텐도 자사 게임이 매상의 대부분을 차지하는 상황이 되었다. 일본에서는 저연령층을 중심으로 일정한 시장 점유율을 획득했지만, 세계적으로는 엑스박스에게도 밀리게 되었다.
초기의 플레이스테이션 2는 소음으로 인해 소비자들 사이에서 악평을 들었지만, 게임큐브는 소음이 적고 매끄러운 그래픽이 특징이다. 전체적인 그래픽 성능은 엑스박스보다는 낮고 플레이 스테이션 2보다는 뛰어나며, 기본적인 성능보다는 게임보이 어드밴스와 연동이 가능하다는 점을 판매 전략으로 내세웠다.
멀티 플랫폼 전략을 취하는 코나미, 허드슨, 남코, 캡콤, EA 등의 대기업 게임 개발사가 있기 때문에 플레이스테이션 2와 중복 발매되는 게임이 비교적 많다.
당초 게임큐브로만 발매를 결정한 게임이 매상 부진에 의한 방침 전환으로 플레이 스테이션 2로의 이식을 단행한 경우도 있다. 바이오하자드와 테일즈 오브 심포니아가 그 예이다. 게임큐브 메인메뉴 음악은 패미컴 디스크 시스템 시작음을 길게 늘린 것이다. 또 일본에서는 파나소닉에서 게임큐브에다가 DVD 플레이어를 탑재한 파나소닉 Q가 출시된 적이 있었다.

## 대표적인 게임
- 슈퍼 마리오 선샤인
- 바이오하자드
- 소닉 시리즈
- 테일즈 오브 심포니아
- 젤다의 전설 시리즈
- 포켓몬 시리즈(본편 시리즈가 아님.DX, 박스-루비&사파이어, 콜로세움 등)
- 대난투 스매시브라더스 DX
- 메트로이드 프라임
- 이터널 다크니스
- 마리오 카트 더블 대시!!
- 뷰티풀 죠
- 루이지 맨션
- 스타워즈 로그 스쿼드론 시리즈
- 이카루가
- 피크민 시리즈
- 마리오 파티 시리즈
- 동키콩 시리즈
- 파이어 엠블렘 창염의 궤적
- 메탈 기어 솔리드 트윈 스네이크(메탈 기어 솔리드 1 리메이크)
- 슈퍼 로봇 대전 GC
- 동물의 숲
- 스타폭스 어썰트

## 같이 보기
- 돌핀 (에뮬레이터)